# 山奈村
山奈村（やまなむら）は高知県幡多郡にあった村。現在の宿毛市山奈町各町にあたる。

## 地理
- 山岳：鍋が森
- 河川：山田川

## 歴史
- 1889年（明治22年）4月1日 - 町村制の施行により、山田村・芳奈村の区域をもって発足。
- 1954年（昭和29年）3月31日 - 宿毛町・小筑紫町・橋上村・平田村・沖ノ島村と合併して宿毛市が発足。同日山奈村廃止。